# كارلين تومسون
كارلين تومسون (بالإنجليزية: Carlene Thompson)‏ (1952، باركرسبورغ في الولايات المتحدة)؛ كاتِبة وروائية أمريكية.